# Manuel Inácio Marcondes Romeiro
Manuel Inácio Marcondes Romeiro, barão de Romeiro ( Pindamonhangaba, 16 de maio de 1825 — Pindamonhangaba, 31 de janeiro de 1890 ), foi um fazendeiro de café e político brasileiro.
Filho do sargento-mor José Romeiro de Oliveira e de D. Ana Marcondes de Moura Romeiro, casou-se com D. Mariana Marcondes de Oliveira Cabral e depois com D. Mariana Marcondes de Oliveira César.
Foi um provedor da Santa Casa de Misericórdia de Pindamonhangaba.
Foi chefe do Partido Liberal e contribuiu financeiramente com o governo durante a Guerra do Paraguai.
Foi agraciado barão por decreto de 31 de janeiro de 1877.